# Смолево
Смо́лево (болг. Смолево) — село в Благоєвградській області Болгарії. Входить до складу громади Якоруда.

## Населення
За даними перепису населення 2011 року у селі проживали 552 особи.
Національний склад населення села:
| Національність   | Кількість осіб | Відсоток |
| ---------------- | -------------- | -------- |
| турки            | 472            | 96,7%    |
| болгари          | 11             | 2,3%     |
| цигани           | 0              | 0%       |
| інша             | 5              | 1,0%     |
| не визначились   | 0              | 0%       |
| Всього відповіли | 488            |          |

Розподіл населення за віком у 2011 році:
Динаміка населення: